# 堀内克明
堀内 克明（ほりうち かつあき、1931年10月6日 - 2019年10月11日）は、日本の英語学者、明治大学名誉教授。

## 生涯
東京出身。東京大学文学部英文科卒、同大学院修士課程修了。防衛大学校助教授、明治大学教養部助教授、同文学部英文科教授、2002年定年。ニューヨークのリセ・ケネディ辞書研究所教授。
2019年10月11日、心不全のため死去。88歳没。

## 著書
- 『時事英語の語法』研究社出版(時事英語シリーズ) 1964
- 『時事英語』朝日出版社(朝日実務英語シリーズ) 1979
- 『生きた英語のシソーラス』日本英語教育協会 1982
- 『誤訳パトロール』大修館書店 1989

### 共編著
- 『日本人の英語 横文字文化の盲点』長谷川潔共著 三省堂新書 1969
- 『項目別・時事英語事典』ジャパンタイムズ 1972
- 『ペンパル事典』堀内良子共編 ジャパンタイムズ 1976
- 『小事典英語Q&A 2』V.E.ジョンソン共著 ジャパンタイムズ 1978
- 『新聞・雑誌を読むための最新時事英語辞典』旺文社 1982
- 『最新英語情報辞典』小学館 高田正純共編 1983
- 『学研アイ・シー・オール カラー図解英語百科辞典』学習研究社 1986
- 『ホームステイ英会話110番 こんなときどう言う?』栄陽子留学研究所共編 旺文社 1987
- 『アメリカ留学会話110番 こんなときどう言う?』栄陽子共著 旺文社 1988
- 『学研アイ・シー・オール 項目別編』 学習研究社 1990
- 『ポケットプログレッシブ英和辞典』小学館 1995
- 『ポケットプログレッシブ英和・和英辞典』石山宏一共編 小学館 1995
- 『ポケットプログレッシブ和英辞典』石山宏一共編 小学館 1995
- 『日英語比較文化論』ハーバート・パッシン共著 金星堂 1995
- 『ラーナーズプログレッシブ和英辞典』 小学館 1997
- 『旺文社和英中辞典』山村三郎,長谷川潔共編 改訂版 旺文社 1998
- 『プログレッシブ英語逆引き辞典』国広哲弥共編 小学館 1999
- 『旺文社新英和中辞典』 旺文社 1999
- 『プロフェッショナル英和辞典スペッドイオス』布山喜章共編 小学館 2004
- 『プロフェッショナル英和辞典スペッドベガ』渋谷彰久共編 小学館 2004
- 『プロフェッショナル英和辞典スペッドテラ 物質・工学編』寺尾幸博共編　小学館 2004
- 『プログレッシブビジネス英語辞典』渋谷彰久,日向清人,Cuong Huynh共編 小学館 2009

### 翻訳
- アーニー・ブッシュミラー『ナンシーちゃん』第1-5集  立風書房 1971-1972
- ユージン・E.ランディ編『アメリカ俗語辞典』研究社出版 1975
- トム・バーナム『英語雑学事典』研究社出版 1982
- 『はらたいらの「ミスコマコ」コマコ英語で大活躍!』日本英語教育協会 1982
- レジナルド・ブラゴニア・ジュニア,デビッド・フィッシャー編『英語図詳大辞典』国広哲弥と日本版編集 小学館 1985
- ジェニファー・ザイドル,W.マクモーディー『オックスフォード現代イディオム活用辞典』オックスフォード大学出版局 1985
- はらたいら『4コマでおぼえる!ステップちゃんのネイティブ英会話』 成星出版 1999

## 論文
- Cinii

## 参考
- 英語年鑑